# The Pet Sounds Sessions
The Pet Sounds Sessions è un cofanetto antologico in 4 CD del gruppo musicale statunitense The Beach Boys pubblicato nel 1997 dalla Capitol Records.

## Descrizione

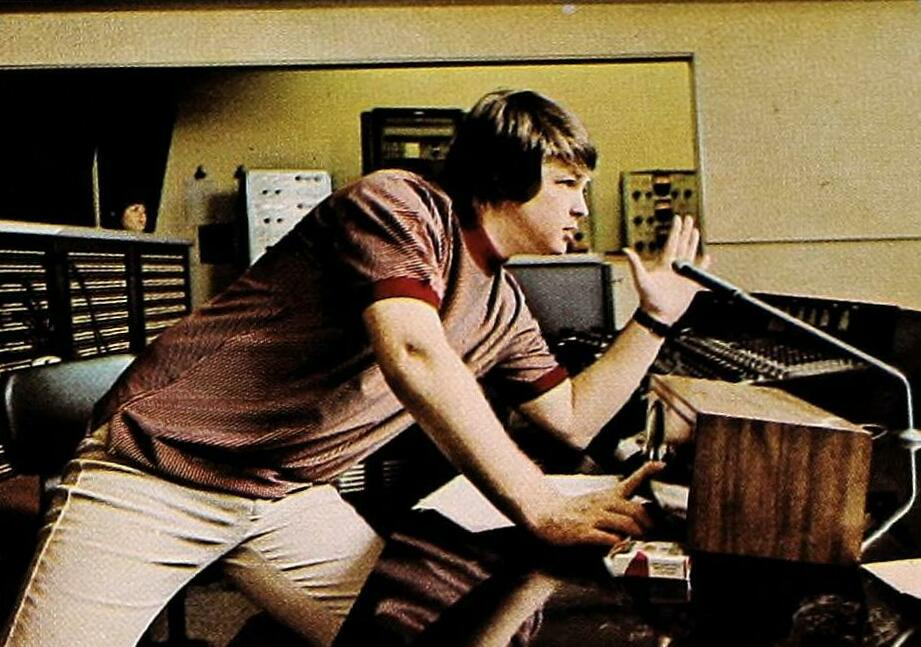
Brian Wilson nello studio di registrazione durante le sessioni dell'album Pet Sounds

Il materiale contenuto nel box set è costituito interamente da tracce provenienti dall'album Pet Sounds del 1966, e dalle sessioni di registrazione dell'album stesso e del singolo Good Vibrations (non incluso nell'album originale). L'album Pet Sounds è incluso nel cofanetto sia in versione mono, sia in stereo. Le altre tracce sono versioni strumentali, solo vocali, mixaggi alternativi, e vari montaggi dei momenti migliori delle sedute di registrazione per molte delle canzoni presenti sull'album, e anche di quelle poi non inserite nell'LP originale.

## Tracce
- Tutti i brani sono opera di Brian Wilson/Tony Asher, eccetto dove indicato.

CD 1
1. Wouldn't It Be Nice (Stereo Mix) (Brian Wilson/Tony Asher/Mike Love) – 2:33
2. You Still Believe in Me (Stereo Mix) – 2:36
3. That's Not Me (Stereo Mix) – 2:31
4. Don't Talk (Put Your Head on My Shoulder) (Stereo Mix) – 2:58
5. I'm Waiting for the Day (Stereo Mix) (Brian Wilson/Mike Love) – 3:06
6. Let's Go Away for Awhile (Stereo Mix) (Brian Wilson) – 2:24
7. Sloop John B (Stereo Mix) (Trad. Arr. Brian Wilson) – 2:59
8. God Only Knows (Stereo Mix) – 2:54
9. I Know There's an Answer (Stereo Mix) (Brian Wilson/Mike Love/Terry Sachen) – 3:18
10. Here Today (Stereo Mix) – 3:07
11. I Just Wasn't Made for These Times (Stereo Mix) – 3:21
12. Pet Sounds (Stereo Mix) (Brian Wilson) – 2:37
13. Caroline, No (Stereo Mix) – 2:53
14. Sloop John B (Highlights from tracking date) – 1:04
15. Sloop John B (Stereo backing track) – 3:18
16. Trombone Dixie (Highlights from tracking date) – 1:26
17. Trombone Dixie (Stereo backing track) – 2:50
18. Pet Sounds (Highlights from tracking date) – 0:57
19. Pet Sounds (Stereo backing track) – 2:48
20. Let's Go Away for Awhile (Highlights from tracking date) – 2:20
21. Let's Go Away for Awhile (Stereo backing track) – 2:51
22. Wouldn't It Be Nice (Highlights from tracking date) – 7:20
23. Wouldn't It Be Nice (Stereo backing track) – 2:34
24. Wouldn't It Be Nice (Stereo track with background vocals) – 2:34
25. You Still Believe in Me (Intro - session) – 1:39
26. You Still Believe in Me (Intro - master take) – 0:15
27. You Still Believe in Me (Highlights from tracking date) – 1:11
28. You Still Believe in Me (Stereo backing track) – 2:37

CD 2
1. Caroline, No (Highlights from tracking date) – 4:16
2. Caroline, No (Stereo backing track) – 2:53
3. Hang on to Your Ego (Highlights from tracking date) (Brian Wilson/Terry Sachen) – 4:47
4. Hang on to Your Ego (Stereo backing track) – 3:23
5. Don't Talk (Put Your Head on My Shoulder) (Brian's instrumental demo) – 2:20
6. Don't Talk (Put Your Head on My Shoulder) (Stereo backing track) – 3:11
7. Don't Talk (Put Your Head on My Shoulder) (String overdub) – 1:48
8. I Just Wasn't Made for These Times (Highlights from tracking date) – 2:59
9. I Just Wasn't Made for These Times (Stereo backing track) – 3:47
10. That's Not Me (Highlights from tracking date) – 1:52
11. That's Not Me (Stereo backing track) – 2:46
12. Good Vibrations (Highlights from tracking date) (Brian Wilson/Mike Love)– 2:41
13. Good Vibrations (Stereo backing track) – 3:15
14. I'm Waiting for the Day (Highlights from tracking date) (Brian Wilson/Mike Love) – 5:25
15. I'm Waiting for the Day (Stereo backing track) – 3:14
16. God Only Knows (Highlights from tracking date) – 9:25
17. God Only Knows (Stereo backing track) – 3:06
18. Here Today (Highlights from tracking date) – 6:37
19. Here Today (Stereo backing track) – 4:55

CD 3
1. Wouldn't It Be Nice (A cappella) – 2:37
2. You Still Believe in Me (A cappella) – 2:47
3. That's Not Me (A cappella) – 2:28
4. Don't Talk (Put Your Head on My Shoulder) (A cappella) – 3:07
5. I'm Waiting for the Day (A cappella) – 3:02
6. Sloop John B (A cappella) – 3:09
7. God Only Knows (A cappella) – 2:49
8. I Know There's an Answer (A cappella) – 2:19
9. Here Today (A cappella) – 3:29
10. I Just Wasn't Made for These Times (A cappella) – 3:22
11. Caroline, No (A cappella) – 1:54
12. Caroline, No (Promotional Spot #1) - 0:32
13. Wouldn't It Be Nice (Mono alternate mix) – 2:29
14. You Still Believe in Me (Mono alternate mix) – 2:23
15. Don't Talk (Put Your Head on My Shoulder) (Vocal snippet) – 0:56
16. I'm Waiting for the Day (Mono alternate mix, Mike sings lead) – 3:02
17. Sloop John B (Mono alternate mix, Carl sings lead) – 3:05
18. God Only Knows (Mono alternate mix, with sax solo) – 2:49
19. Hang On to Your Ego – 3:13
20. Here Today (Mono alternate mix, Brian sings lead) – 3:07
21. I Just Wasn't Made for These Times (Mono alternate mix) – 3:11
22. Banana & Louie – 0:05
23. Caroline, No (Original speed, stereo mix) – 2:24
24. Dog Barking Session (Outtakes) – 0:34
25. Caroline, No (Promotional spot #2) – 0:28
26. God Only Knows (with a cappella tag) – 2:56
27. Wouldn't It Be Nice (Mono alternate mix) – 2:28
28. Sloop John B (Brian sings lead throughout) – 3:04
29. God Only Knows (Mono alternate mix, Brian sings lead) – 2:42
30. Caroline, No (Original speed, mono mix) – 3:03

CD 4
1. Wouldn't It Be Nice (Original mono version) – 2:33
2. You Still Believe in Me (Original mono version) – 2:36
3. That's Not Me (Original mono version) – 2:31
4. Don't Talk (Put Your Head on My Shoulder) (Original mono version) – 2:58
5. I'm Waiting for the Day (Original mono version) – 3:06
6. Let's Go Away for Awhile (Original mono version) – 2:24
7. Sloop John B (Original mono version) – 2:59
8. God Only Knows (Original mono version) – 2:54
9. I Know There's an Answer (Original mono version) – 3:18
10. Here Today (Original mono version) – 3:07
11. I Just Wasn't Made for These Times (Original mono version) – 3:21
12. Pet Sounds (Original mono version) – 2:37
13. Caroline, No (Original mono version) – 2:53